# Agustín López-Munguía Canales
Agustín López-Munguía Canales (Boston, Massachusetts, 26 de enero de 1951) es un ingeniero químico, bioquímico, catedrático, investigador y académico mexicano. Se ha especializado en el área de la biotecnología industrial.

## Estudios y docencia
Obtuvo la licenciatura de ingeniería química en la Facultad de Química de la Universidad Nacional Autónoma de México (UNAM), cursó una maestría de ingeniería bioquímica en la Universidad de Birmingham en Inglaterra, así como un doctorado en el Instituto Nacional de Ciencias Aplicadas de Toulouse.
Comenzó a impartir clases en su alma mater en 1980. De 1992 a 1997 fue coordinador de docencia y secretario académico del Instituto de Biotecnología de la UNAM.

## Investigador y académico
Entre sus líneas de investigación destacan sus trabajos en la búsqueda de enzimas con capacidad de sintentizar carbohidratos de interés alimenticio y farmacéutico. Ha colaborado para la industria de la tortilla, la industria azucarera y la industria tequilera. Ha registrado, con otros investigadores del Instituto de Biotecnología de la UNAM, 7 patentes tecnológicas. 
Es investigador nivel III del Sistema Nacional de Investigadores y miembro del Consejo Consultivo de Ciencias de la Presidencia de la República.

## Obras publicadas
Ha escrito más de 80 artículos para revistas nacionales e internacionales, varios libros y artículos para libros colectivos. Es miembro del consejo editorial de la revista ¿Cómo ves?. Entre algunos de sus publicaciones se encuentran:
- “Solvent engineering: an effective tool to direct chemoselectivity in a lipase-catalyzed Michael addition”, coautor, para Tetrahedron en 2009.
- “Enzymatic Hyrdolysis of Fructans in the Tequila Production Process”, coautor, para BMC Biotechnol, en 2009.
- “Fuctooligosaccharide production by a truncated Leuconostoc citreum inulsucrase mutant”, coautor, para Biocatalysis and Biotransformation, en 2010.
- “Produtcion of functional oligosaccharides through limited acid hydrolysis of agave fructans”, coautor, para Food Chemistry, en 2011.
- “El chocolate: un arsenal de sustancias químicas”, para Revista Digital Universitaria en 2011.
- “Una mirada a las tecnologías alimentarias prehispánicas a la luz del siglo XXI”, en Educación alimentaria, en 2012.
- “Pulque fermentation”, coautor, en Handbook of Plant-Based Fermented Food and Bevarage Technology, en 2012.
- “Down-regulation of PvTRE1 enhances nodule biomass and bacteroid number in the common bean”, coatuor, para New Phytol, en 2013.

## Premios y distinciones
- Premio PUAL (Programa Universitario de Alimentos), otorgado por la Coordinación de la Investigación Científica de la Universidad Nacional Autónoma de México (UNAM), en 1989.
- Premio a la Investigación Tecnológica otorgado por la Academia de la Investigación Científica (hoy Academia Mexicana de Ciencias), en 1990.
- Premio Nacional en Ciencia y Tecnología de Alimentos otorgado por el Consejo Nacional de Ciencia y Tecnología (Conacyt), en 1992.
- Premio Universidad Nacional en el área de Innovación Tecnológica y Diseño Industrial otorgado por la Universidad Nacional Autónoma de México (UNAM), en 2000.
- Premio Nacional de Ciencias y Artes en el área de Tecnología y Diseño otorgado por la Secretaría de Educación Pública, en 2003.